# St. Alban (Effelder)

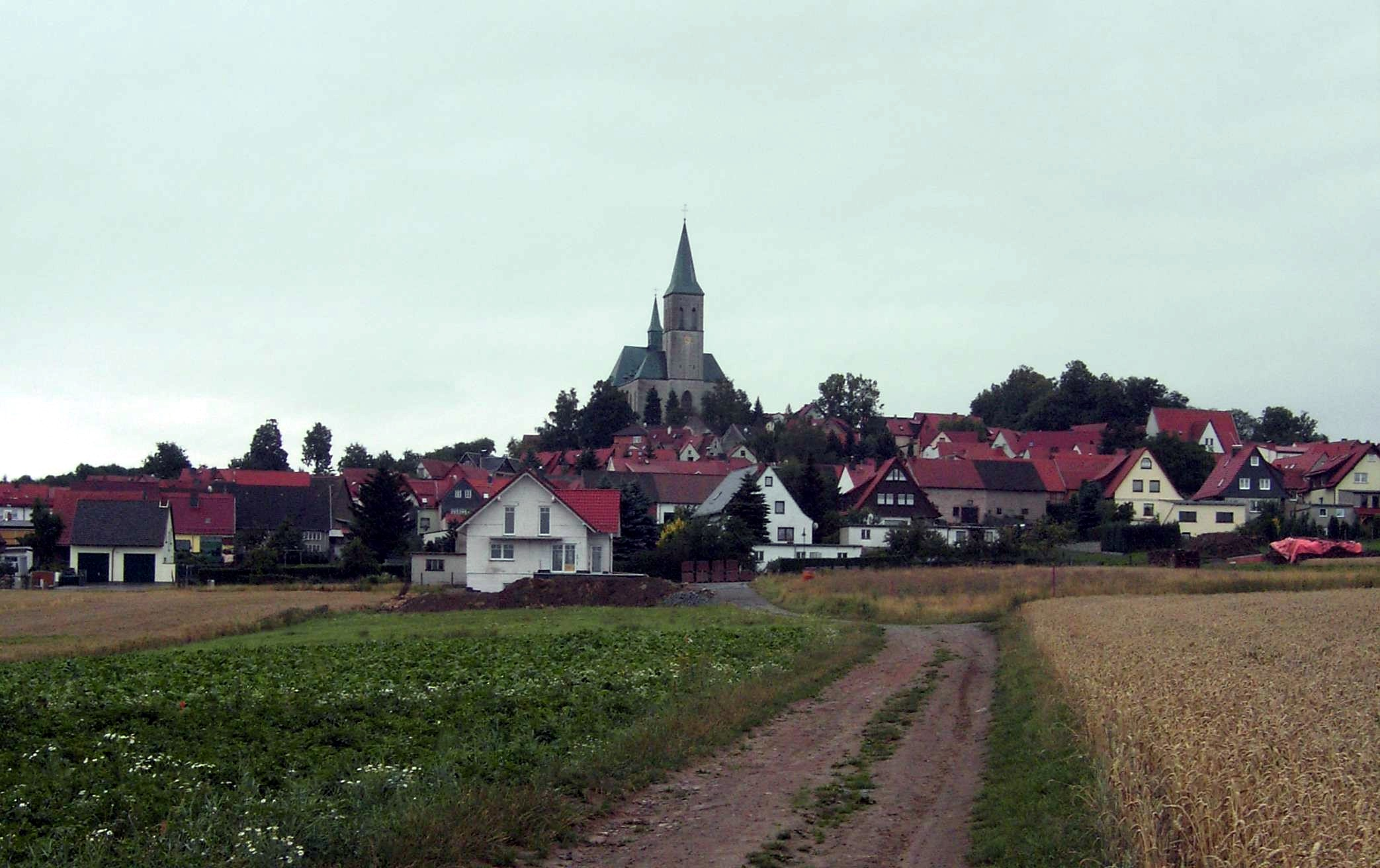
Eichsfelder Dom über Effelder

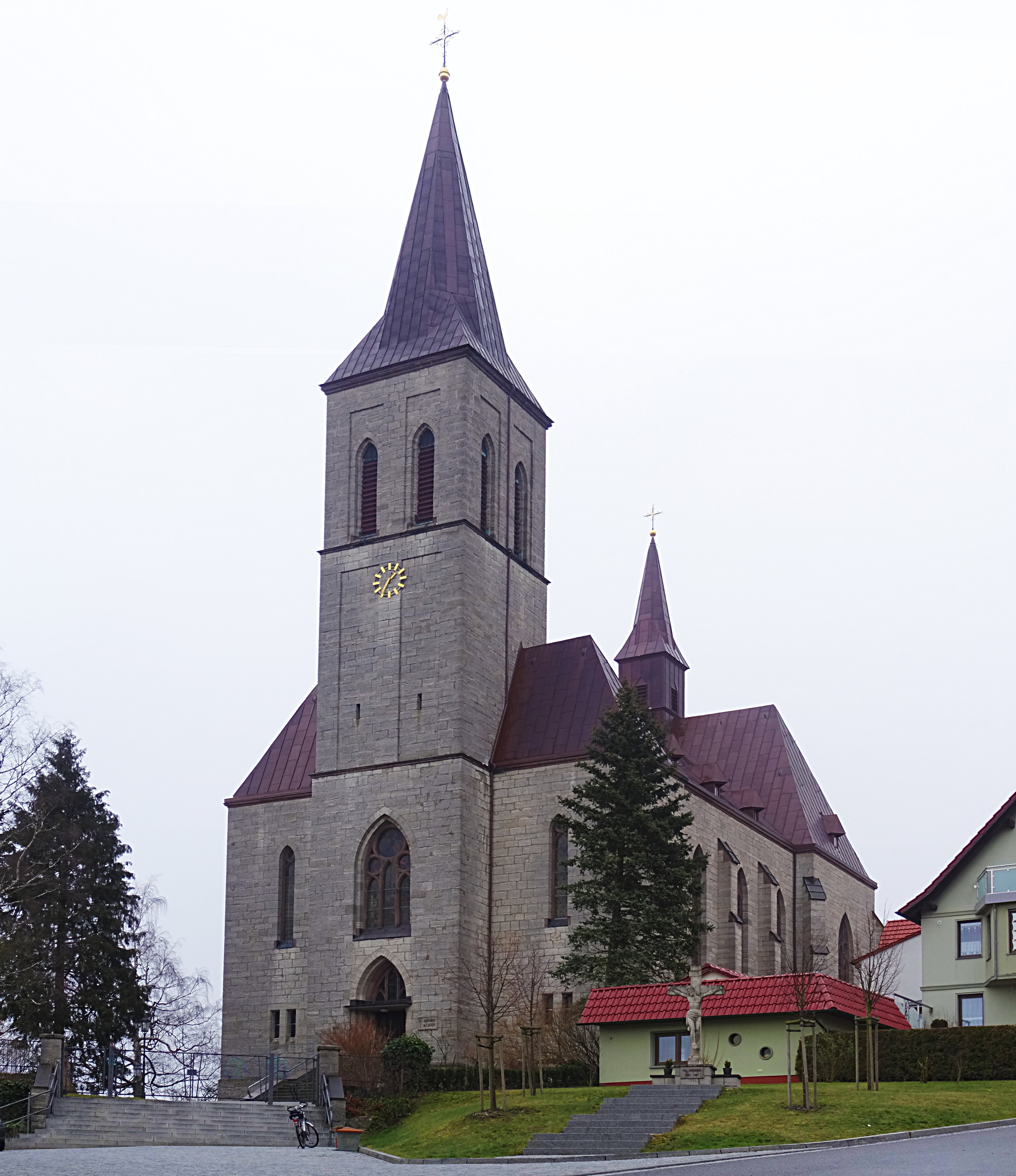
Neues Erscheinungsbild des Eichsfelder Doms ab Dezember 2017

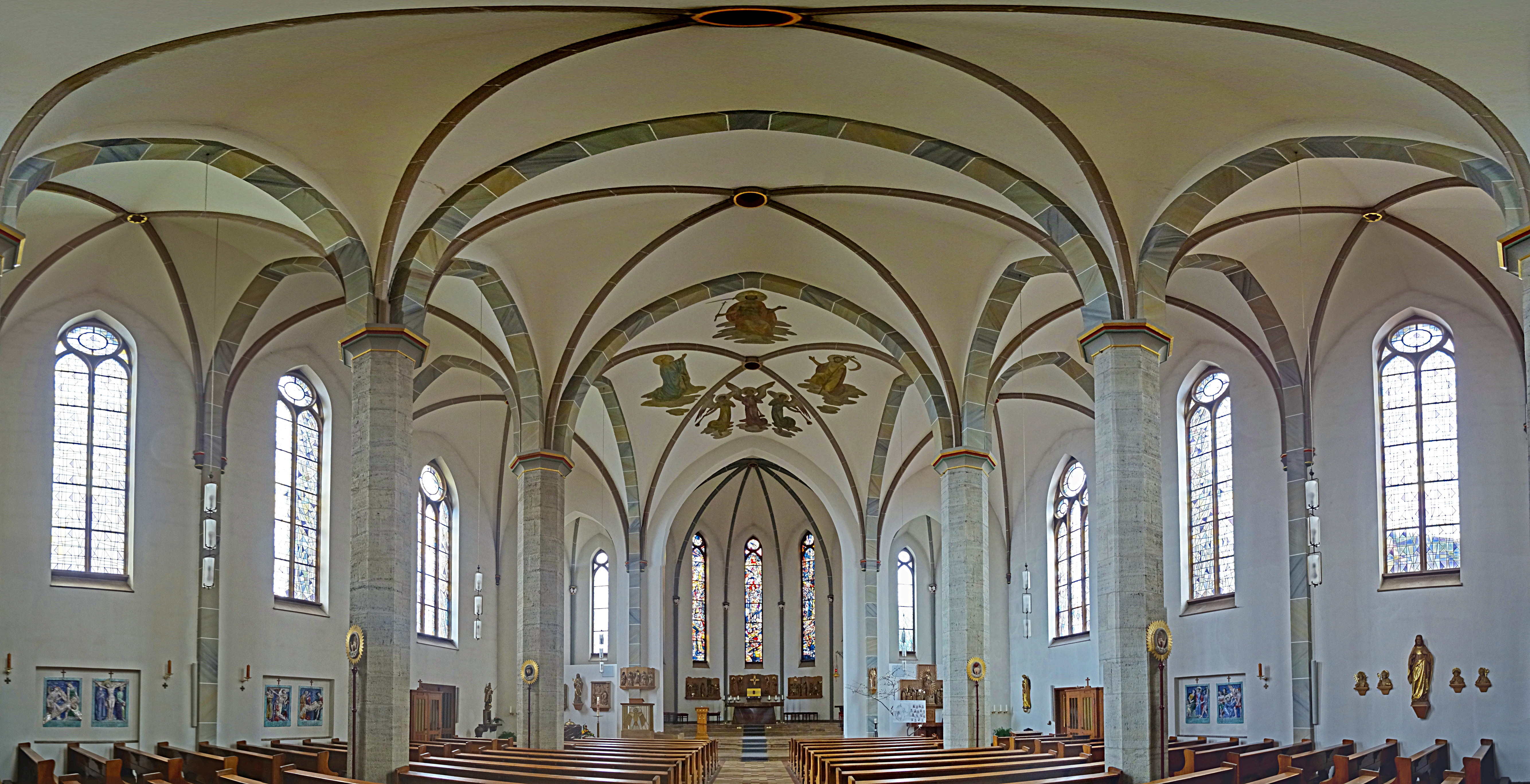
Innenraum-Panorama

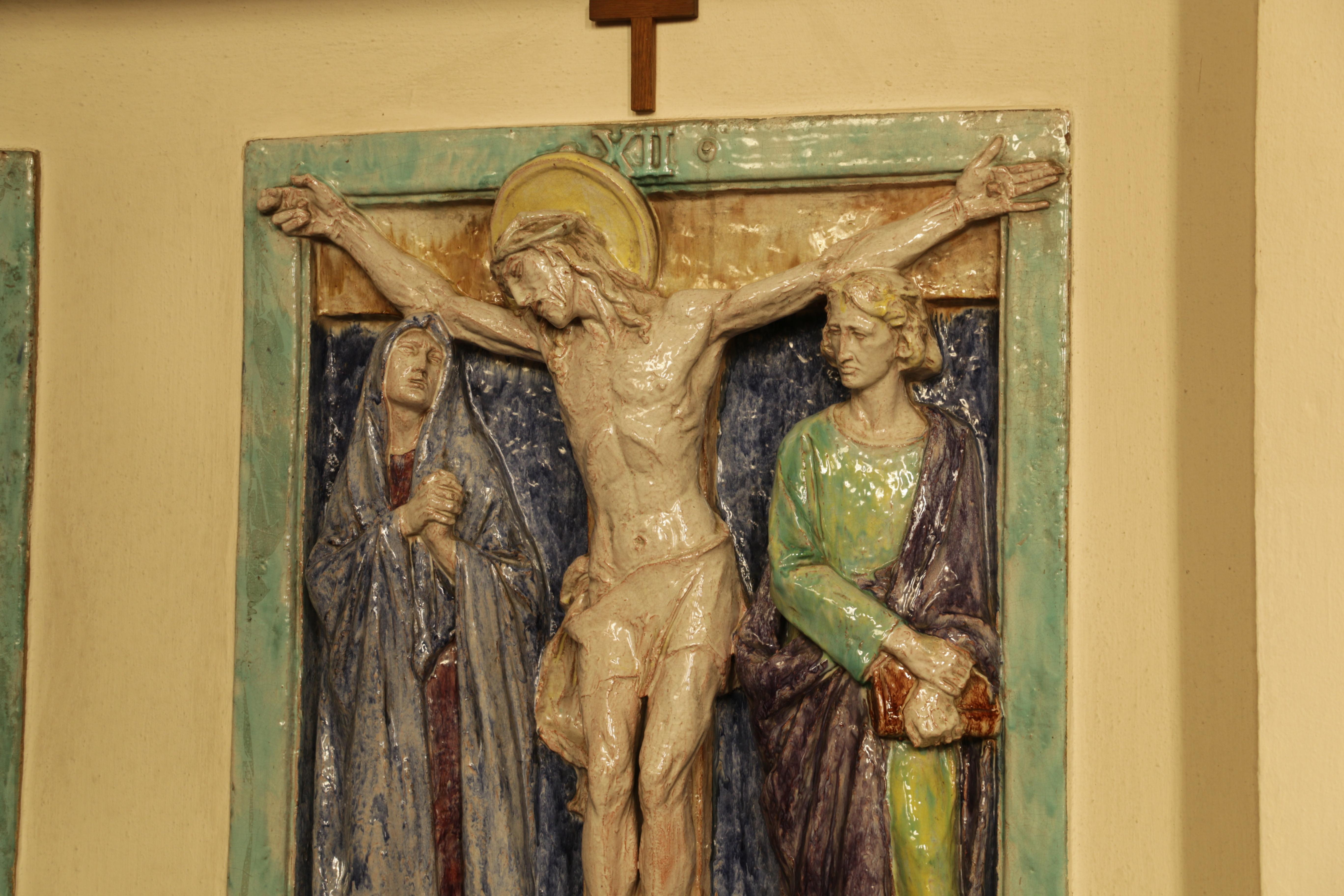
Station des Majolika-Kreuzwegs in Sankt Alban (Effelder)

Die römisch-katholische Filialkirche St. Alban (neben St. Cyriakus in Duderstadt, auch als Eichsfelder Dom bezeichnet) steht in Effelder im Obereichsfeld im thüringischen Landkreis Eichsfeld. Sie ist Filialkirche der Pfarrei St. Anna Lengenfeld unterm Stein, mit der Pfarrkirche St. Mariä Geburt, im Dekanat Dingelstädt des Bistums Erfurt. Sie trägt das Patrozinium des heiligen Alban von Mainz.

## Lage
Die Kirche ist auf einer Höhe von 497 m erbaut und damit die am höchsten gelegene Kirche des Eichsfeldes. Durch ihren hoch aufragenden Turm ist sie weithin sichtbar: vom Hohen Meißner, vom Klüschen Hagis, vom Hülfensberg, vom Heldrastein und bei klarer Sicht sogar vom Harz. Ebenso kann man vom Hügel, auf dem die Kirche steht, den Oberharz mit dem 67 km entfernten Brocken sehen.

## Geschichte

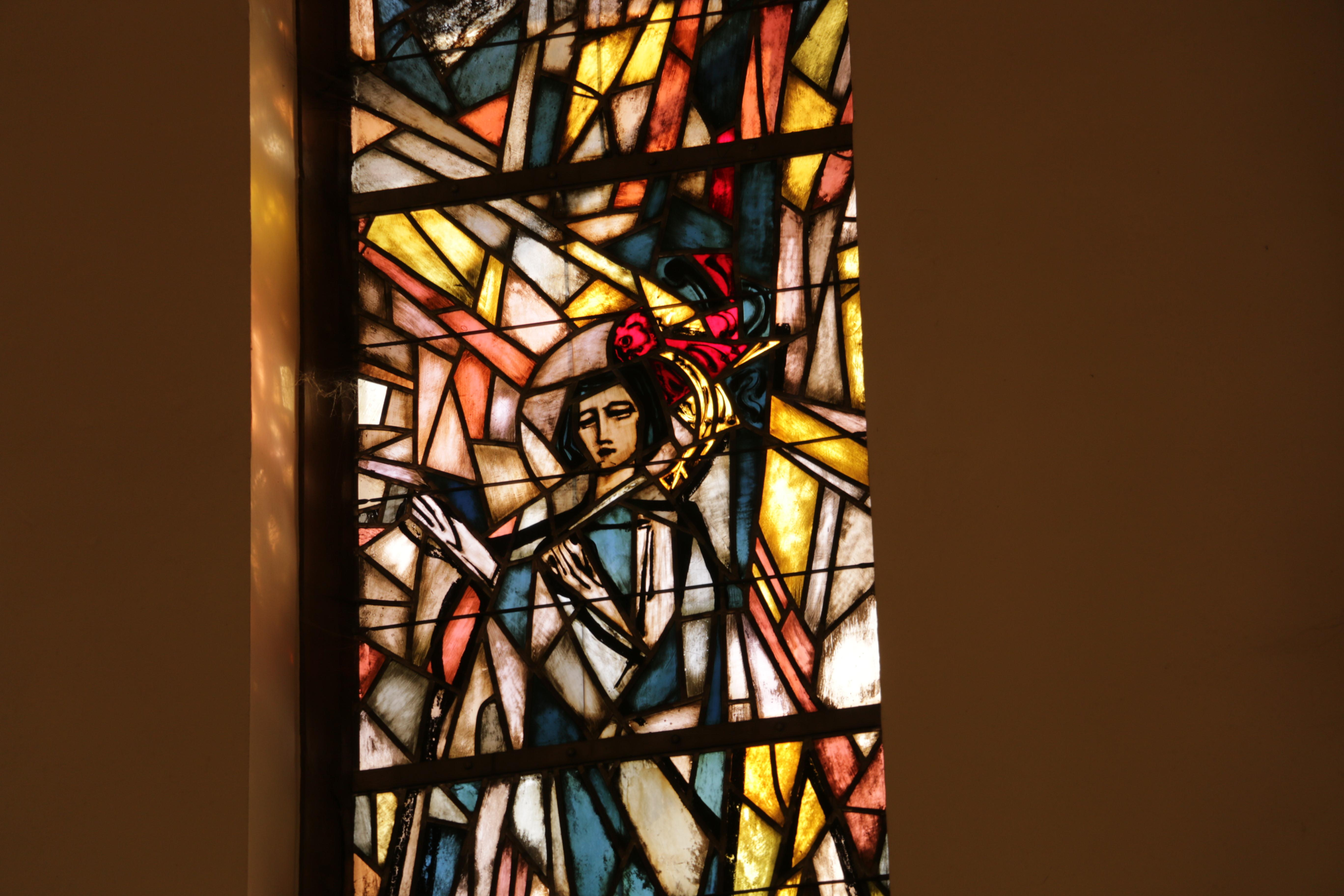
Sankt-Vitus-Fenster im Eichsfelder Dom (Effelder)

Die dreischiffige Hallenkirche mit vorgezogenem Kreuzflügel von 42 Meter Länge und 20 Meter Breite gilt als Meisterwerk des Kirchenbaumeisters, des Franziskaners Paschalis Gratze. Der Turm ist 56 Meter hoch. Das Kirchenschiff bietet Sitzmöglichkeiten für 670 Personen. Die Wände der Kirche bestehen aus grauem Muschelkalkstein, der in Effelder selbst kostengünstig gebrochen wurde.
Der Eichsfelder Dom ist ein Ersatzbau für eine barocke Kirche aus dem Jahr 1717, die 1890 durch Blitzschlag abbrannte. Am 4. Oktober 1892 wurde der Grundstein für das neue Gotteshaus im neugotischen Stil gelegt. Der Bau entstand überwiegend in Eigenarbeit durch Mitglieder der Kirchengemeinde. Als Werksteine wurde Muschelkalk aus dem Steinbruch bei Effelder verwendet. Am 6. November 1894 wurde die neue Kirche durch Weihbischof Augustinus Gockel aus Paderborn geweiht. Ein Jahr später wurde der Turm fertiggestellt. Die Innenausmalung erfolgte 1921 durch den aus Süddeutschland stammenden Kirchenmaler Norbert Kromer. 1934 erhielten das Dach des Kirchenschiffes und die Kirchturmspitze einen Wetterschutz aus Kupfer. 1950 wurde die neue Sakristei angebaut. 1959 bis 1965 erfolgte eine grundhafte Erneuerung des Kircheninneren. Der an der Dachoberfläche entstandene Grünspan verlieh dem Eichsfelder Dom bis zur Erneuerung in den Jahren 2016 und 2017 sein typisches Äußeres. Für die Dacherneuerung wurde witterungsbeständiges Kupfer verwendet, das die Kirche dunkelrot schimmern lässt.
Im Inneren gibt es mehrere Sehenswürdigkeiten. Hierbei seien insbesondere der farbige Majolika-Kreuzweg von Georg Kemper mit seinen 14 Stationen, der Marienaltar mit den 14 Nothelfern im rechten Seitenschiff und die in leuchtenden Farben gehaltenen Fenster des Altarraumes (Kirchenpatron St. Alban mit Schwert, Ortspatron St. Vitus und Jesus als der Auferstandene) erwähnt.
Die Kirche hat in beiden Weltkriegen jeweils Teile ihres Geläutes durch Einschmelzen verloren. Derzeit besitzt sie fünf Bronzeglocken mit der Tonfolge c' (Albanus-Glocke), es' (Christkönigs-Glocke), f' (Vitus-Glocke), g' (Josefs-Glocke) und b' (Marien-Glocke), die 1951 bzw. 1975/76 in der Apoldaer Gießerei Schilling gegossen wurden.

## Orgel

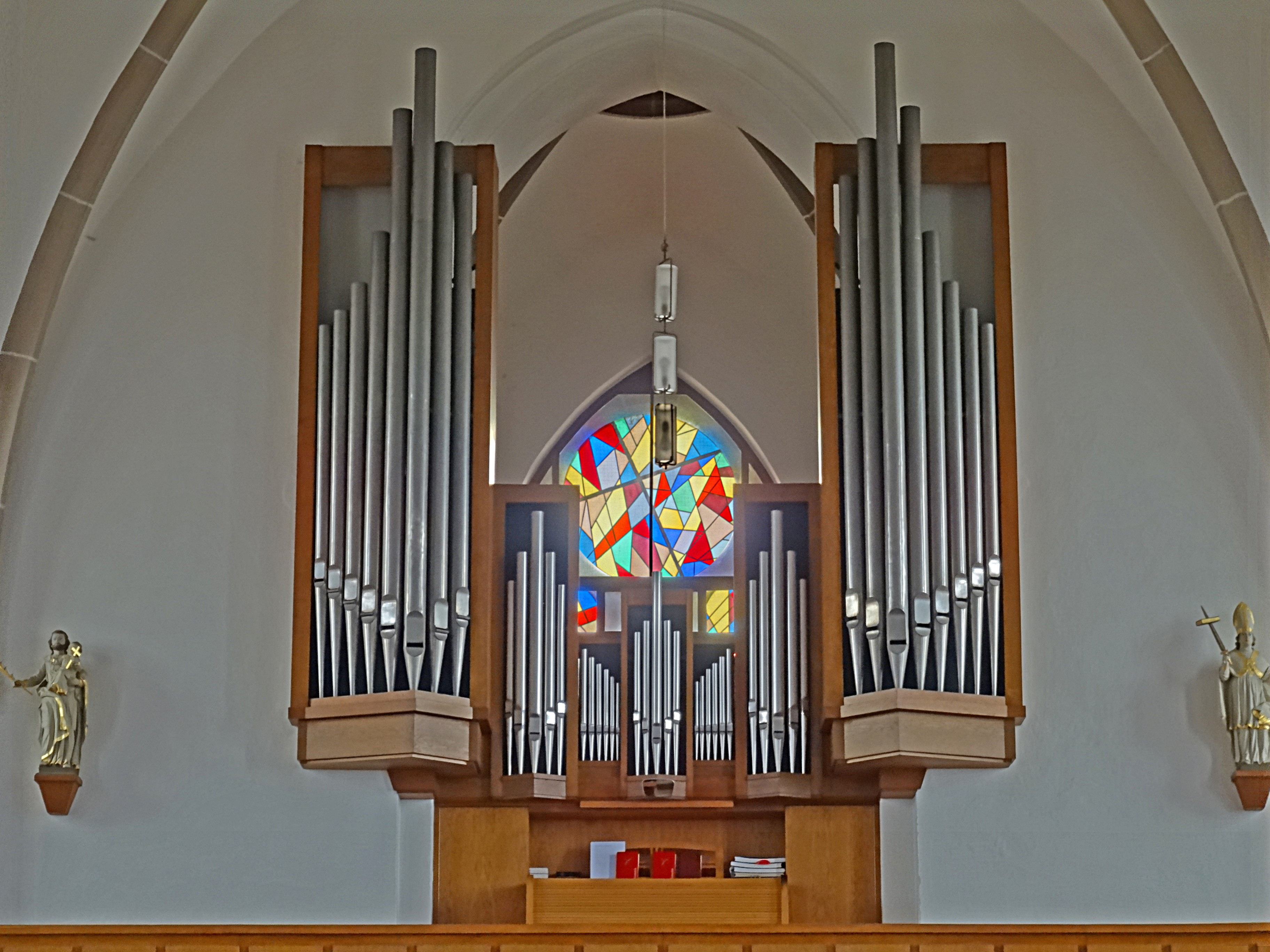
Orgel im Kühn-Gehäuse nach Umbau von Karl Brode

Die Orgel von St. Alban wurde ursprünglich von Fa. Krell aus Duderstadt im Jahre 1898 gebaut. Gerhard Kühn, Merseburg baute in den 1960er-Jahren ein neues Gehäuse, gestaltete das Krell-Werk neobarock um und erweiterte es auf III/38. Den Neuaufbau und die Restaurierung übernahm Karl Brode aus Heilbad Heiligenstadt 1997. Die Disposition lautet wie folgt:
| I Hauptwerk C–f3 |       |
| Bordun           | 16′   |
| Prinzipal        | 8′    |
| Rohrflöte        | 8′    |
| Oktave           | 4′    |
| Gemshorn         | 4′    |
| Nasat            | 2 ⁄3′ |
| Oktave           | 2′    |
| Quinte           | 1 ⁄3′ |
| Mixtur III–IV    | 1 ⁄3′ |
| Trompete         | 8′    |

| II Brustwerk C–f3 |       |
| Lieblich Gedackt  | 8′    |
| Quintade          | 8′    |
| Prinzipal         | 4′    |
| Altflöte          | 4′    |
| Sesquialter II    |       |
| Praestant         | 2′    |
| Quinte            | 1 ⁄3′ |
| Septime           | 1 ⁄7′ |
| Scharff III       | 1′    |
| Krummhorn         | 8′    |
| Tremulant         |       |

| III Schwellwerk C–f3 |    |
| Hohlflöte            | 8′ |
| Gedackt              | 8′ |
| Salicional           | 8' |
| Nachthorn            | 4′ |
| Rohrflöte            | 4′ |
| Prinzipal            | 2′ |
| Terzian II           |    |
| Klarinette           | 8′ |
| Tremulant            |    |

| Pedal C–g1   |        |
| Violon       | 16′    |
| Subbaß       | 16′    |
| Prinzipalbaß | 8′     |
| Pommer       | 8′     |
| Ged. Quinte  | 5 1⁄3′ |
| Choralbaß    | 4′     |
| Weitpfeife   | 2′     |
| Mixtur V     | 2′     |
| Posaune      | 16′    |
| Trompete     | 8′     |

- Koppeln: II/I, III/I, III/II, I/P, II/P, III/P
- Spielhilfen: Crescendowalze, 2 Freie Kombinationen, Einzelzungenabsteller[4]

## Glocken
Der Turm trägt ein fünfstimmiges Bronzegeläut in den Tönen c′ – es′ – f′ – g′ – b′, dessen Glocken zwischen 1951 und 1976 in der Gießerei Schilling (Apolda) entstanden.